# أبو المعالي البلخي
أبو المعالي البلخي إمام الحنفية ونقيب الأشراف في بلخ، بأفغانستان

## نسبه
أبو المعالي محمد بن نعمة بن أبي علي عبيدالله ببلخ بن أبي الحسن محمد الزاهد بن أبي علي عبيدالله النقيب بهراة بن أبي القاسم علي النقيب ببلخ بن أبي محمد الحسن بن الحسين بن جعفر الحجة بن عبيدالله الأعرج بن الحسين الأصغر بن علي بن الحسين بن علي بن أبي طالب وأمه ريطة بنت الحسن من ذرية محمد بن الحنفية بن علي بن أبي طالب.

## عصره
كان الصراع الفكري على أشده في هذا القرن بين الفرق الكلامية وبينها وبين المذاهب الفقهية، وما وقع في هذا القرن إنما هو استمرار للاختلاف القديم في مسائل السياسة والعقائد، مع العلم أن الاختلاف الفكري في حد ذاته ليس نقمة بكامله، ولا هو ميزة خاصة بالثقافة الإسلامية، لأن جميع الديانات الأخرى عرفت أشكالا وأنواعا من الاختلافات في الأصول والفروع معا. وقد نشأ علم الكلام من الاختلاف في الأصول، ونشأ علم الفقه من الاختلاف في الفروع، وكان الاختلاف في الأصول في أربع مسائل كبرى: أولا: الصفات والتوحيد، ثانيا: القضاء والقدر، ثالثا: الوعد والوعيد، ورابعا: النبوة والإمامة. ويتميز القرن الخامس من الناحية الفكرية باتساع موضوع التفكير في العلوم الشرعية، وكذلك الحال في العلوم الأخرى، كالعلوم العقلية والطبيعية والاجتماعية، كما تتميز بكثرة الإنتاج في جميع تلك العلوم، وبنمو سلطة الفرق والمذاهب في ضم وتجنيد الناس في صفوفها.
نلاحظ مما سبق أن عصره يتميز باضمحلال الخلافة العباسية، وتفكك السلطة المركزية إلى دول كثيرة، حيث تتناحر هذه الدول على استقطاب الخلفاء، ويدخلون في حروب فيما بينهم وبين الخليفة، مما أثر سلبا على جميع ميادين الحياة. بالإضافة إلى ذلك فهذا العصر لم ينج من الكوارث الطبيعية الكثيرة كزلازل والجفاف التي اهتم المؤرخون بذكرها وإحصاء الخسائر المترتبة عنها وآثارها على المسيرة الحضارية. كما يتميز أيضا بظهور العلماء الأعلام في كل علم وفن، ويمكن الإشارة إلى أهم الظواهر التي سادت هذا العصر، وإلى العوامل التي كانت سببا في الاضمحلال والتقوقع، وهي بإيجاز:
- هذا العصر مليء بالأحداث المثيرة والعجيبة في الميادين المختلفة.
- هو عصر الاضطرابات السياسية والفكرية والدينية.
- المغول يطرقون الحدود الشرقية، لضعف ملوك وسلاطين المسلمين بسبب تناحرهم فيما بينهم.
- الحروب الصليبية تهدد البلاد الإسلامية غربا وكانت المراكز الحضارية مسرحا لها.
- ملوك المسلمين يستعينون بالأجانب - أي هؤلاء الأعداء من كل جنس ولون - في الحروب التي تقع بينهم.
- البناء الاجتماعي هش وضعيف.
- الفرق الكلامية والمذاهب الفقهية يشتد الصراع بينها جميعا.
- الفكر يزدهر ويتنوع بظهور العلماء الأعلام كعلاء الدين السمرقندي ونظام الملك.[10][11]

وفي غمرة هذه الفوضى كان يطلب العلم، وتفقه على مجموعة من شيوخ الحنفية ، فبرع في المذهب والخلاف والأصول وقرأ الأدب وسمع الحديث على كبار المحدثين. وقد أمضى ثلاثين عاما يدرس فيها علوم الشريعة أصولها وفروعها.

## من حياته
لا نعلم تاريخ ولادته ووفاته، إلاّ أننا نعلم أنه سمع الحديث عن القاضي أبي الفتح البلخي عبد الرحيم بن عبد الله (وفاة 454 هـ)، وأنه ألّف بيان الأديان في سنة 485 هـ.
ويتضح من نسب أبي المعالي الذي ورد في بداية الكتاب، أنه علوي ومن أسرة تتصل سلالتها بالحسين الأصغر ابن الإمام علي بن الحسين، وطبقاً لهذا النسب فقد كان من أعقاب عبيد الله الأعرج، وابنه جعفر الحجة من العلويين المشهورين في القرن الثاني للهجرة.
وقد قدم الحسين ابن جعفر الحجة، وهو من أجداد أبي المعالي إلى بلخ سنة 241 هـ، وأقام فيها ويعد أعقابه من أمراء ونقباء وكبار وجهاء هذه المدينة، ويبدو من بعض المصادر أن أبا المعالي أيضاً كان يعيش في بلخ.
ويبدو من عبارات أبي المعالي وتعبيراته عند نقل الحديث، أنه كان ملماً بعلم الحديث، ومن جهة أخرى فإننا نعلم أنه كان فقيهاً أيضاً، ولكننا لا نعرف شيئاً عن مشايخه وأساتذته في الفقه والحديث سوى أنه ينقل الحديث دون واسطة عن قاضي القضاة أبي الفتح عبد الرحيم الصيرفي.
یعتبر كتاب بيان الأديان هو الكتاب الوحيد الذي وصلنا من أبي المعالي، ويبدو أن هذا الكتاب الذي أُلف في شرح الأديان والمذاهب السابقة على الإسلام وكذلك الفرق والمذاهب الإسلامية، هو أشهر من نفس المؤلف نفسه؛ ولذلك فقد عرّفته كتب الأنساب باسم صاحب بيان الأديان.
ومن خلال ما ورد في بيان الأديان يتأكد أن المؤلف من أهل السنة، خصوصاً وأنه كان يعيش في منطقة معظم أهلها من أهل السنة خاصة الحنفيين، بحيث اعتبره عدد كبير من الباحثين مثل شيفر وماديلونغ وحسين علي محفوظ ومصطفى جواد وقحطان الحديثي، عالماً سنياً حنفياً، وهو مذهب أهل بلخ وعرف به نقبائها من العلويين ومنهم علي بن أبي طالب البلخي.